# Jesús Blancornelas
José Jesús Blancornelas (né en 1936 à San Luis Potosí et décédé le 23 novembre 2006 à l'hôpital de Tijuana), était un journaliste mexicain.

## Biographie
En 1955, il entre comme apprenti chroniqueur sportif au journal El Sol de San Luis où 4 ans plus tard il devient chef de la section sportive. En 1964, il est sous-directeur du journal La Voz de la Frontera, de Mexicali. Entre 1968 et 1973, il en est le directeur général. En 1980, il fonde et dirige le quotidien Zeta de Tijuana. Face à la crise, le journal se convertit en hebdomadaire en 1982.
Blancornelas a été objet de nombreuses agressions, à tel point qu'en 1980 il doit fuir du pays, pour les États-Unis, à cause d'une accusation de fraude. Les journalistes américains l'aident et cherchent à lui faire obtenir l'asile politique. Celui-ci lui est refusé, mais le Département d'État lui permet de rester aux États-Unis comme correspondant étranger.
En 1987, on tente de l'abattre devant les bureaux de Zeta. Un an plus tard, son associé Héctor Félix Miranda est assassiné. En novembre 1997, Blancornelas est de nouveau attaqué par 10 hommes de main du cartel de Tijuana. Il reçoit quatre balles et son garde du corps meurt. Un an plus tard, en 1998, il réintègre physiquement la direction de Zeta. En juin 2004, son éditeur, Francisco Javier Ortiz Franco, est lui aussi assassiné.
José Jesús Blancornelas a reçu en mai 1999 le Prix mondial de la liberté de la presse décerné par l'Organisation des Nations unies pour l'éducation, la science et la culture.
Il fut vice-président de l'Association mexicaine des journalistes, 1998 date de sa fondation jusqu'à sa mort. 